# Marche azerbaïdjanaise
Azərbaycan marşı (« La Marche azerbaïdjanaise ») est l'hymne national de la république d'Azerbaïdjan. L'hymne a été officiellement adopté par le gouvernement azerbaïdjanais en 1919, puis à nouveau en 1992 après la dissolution de l'Union soviétique.

## Historique
Le poète Ahmed Javad, qui sera exécuté en 1937 comme « contre-révolutionnaire », a écrit les paroles en 1919 ; et la musique est du compositeur azerbaïdjanais Uzeyir Hadjibeyov. Adopté une première fois en 1918, il fut remplacé par l'hymne de la république socialiste soviétique d'Azerbaïdjan en 1922 aussi composée par Hadjibeyov, puis restauré officiellement à l'indépendance en 1992, de même que le drapeau de la période pré-soviétique.

## Paroles

### Paroles officielles enazéri
| Orthographes actuelles | Transcription API | |
| --- | --- | --- |
| \| Latin (officiel en Azerbaïdjan) \| Cyrillique (utilisé au Daghestan) \| Perso-arabe (utilisé en Iran) \| \| ------------------------------------------------------------------------------------------------------------------------------------------------------------------------------------------------------------------------------------------------------------------------------------------------------------------------------------------------------------------------------------------------------------------------------------------------------------------------------------------------------------------------ \| --------------------------------------------------------------------------------------------------------------------------------------------------------------------------------------------------------------------------------------------------------------------------------------------------------------------------------------------------------------------------------------------------------------------------------------------------------------------------------------------------------------------- \| ------------------------------------------------------------------------------------------------------------------------------------------------------------------------------------------------------------------------------------------------------------------------------------------------------------------------------------------------------------------------------------------------------------------------------------------------------------------------------- \| \| Azərbaycan! Azərbaycan! Ey qəhrəman övladın şanlı Vətəni! Səndən ötrü can verməyə cümlə hazırız! Səndən ötrü qan tökməyə cümlə qadiriz! 𝄆 Üçrəngli bayrağınla məsud yaşa! 𝄇 Minlərlə can qurban oldu, Sinən hərbə meydan oldu! Hüququndan keçən əsgər, Hərə bir qəhrəman oldu! Sən olasan gülüstan, Sənə hər an can qurban! Sənə min bir məhəbbət Sinəmdə tutmuş məkan! Namusunu hifz etməyə, Bayrağını yüksəltməyə Namusunu hifz etməyə, Cümlə gənclər müştaqdır! Şanlı Vətən! Şanlı Vətən! Azərbaycan! Azərbaycan! [3] \| Азәрбајҹан! Азәрбајҹан! Еј гәһрәман өвладын шанлы Вәтәни! Сәндән өтрү ҹан вермәјә ҹүмлә һазырыз! Сәндән өтрү ган төкмәјә ҹүмлә гадириз! Үчрәнҝли бајрағынла мәсʼуд јаша! Минләрлә ҹан гурбан олду, Синән һәрбә мејдан олду! Һүгугундан кечән әсҝәр, Һәрә бир гәһрәман олду! Сән оласан ҝүлүстан, Сәнә һәр ан ҹан гурбан! Сәнә мин бир мәһәббәт Синәмдә тутмуш мәкан! Намусуну һифз етмәјә, Бајрағыны јүксәлтмәјә Намусуну һифз етмәјә, Ҹүмлә ҝәнҹләр мүштагдыр! Шанлы Вәтән! Шанлы Вәтән! Азәрбајҹан! Азәрбајҹан! [4] \| آذربایجان! آذربایجان! ای قهرمان اولادین شانلی وطنی! سندن اوترو جان ورمه‌یه جومله حاضریز! سندن اوتروقان توکمه‌یه جومله قادیریز! 𝄇 اوچرنگلی بایراقین‌لا مسعود یاشا! 𝄆 مینلرله جان قوربان اولدو، سینن حربه میدان اولدو! حقوقوندان کچن عسکر، هره بیر قهرمان اولدو! سن اولاسان گولوستان، سنه هرآن جان قوربان! سنه مین بیر محبت سینه‌مده توتموش مکان! ناموسونو حیفظ اتمه‌یه، بایراقینی یوکسلتمه‌یه ناموسونو حیفظ اتمه‌یه، جومله گنجلر موشتاقدیر! شانلی وطن! شانلی وطن! آذربایجان! آذربایجان! \| | [ɑ̝.z̪æ̞ɾ.bɑ̝j.ˈd͡ʒɑ̝n ǀ ɑ̝.z̪æ̞ɾ.bɑ̝j.ˈd͡ʒɑ̝n ‖] [ej gæ̞h.ɾæ̞.ˈmɑ̝n ø̞v.ɫɑ̝.ˈd̪ɯ̞n ʃɑ̝n.ˈɫɯ̞ væ̞.t̪æ̞.ˈni ‖] [s̪æ̞n.ˈd̪æ̞n ø̞t̪.ˈɾy d͡ʒɑ̝n veɾ.mæ̞.ˈjæ̞ d͡ʒym.ˈlæ̞ hɑ̝.z̪ɯ̞.ˈɾɯ̞z̪ ‖] [s̪æ̞n.ˈd̪æ̞n ø̞t̪.ˈɾy gɑ̝n t̪ø̞c.mæ̞.ˈjæ̞ d͡ʒym.ˈlæ̞ gɑ̝.d̪ɯ̞.ˈɾɯ̞z̪ ‖] 𝄆 [yt͡ʃ.ɾæ̞ɲɟ.ˈli bɑ̝j.ɾɑ̝.ɣɯ̞n.ˈɫɑ̝ mæ̞.ˈs̪ut̪ jɑ̝.ˈʃɑ̝ ‖] 𝄇 [min.læ̞ɾ.ˈlæ̞ d͡ʒɑ̝n guɾ.ˈbɑ̝n o̞ɫ.ˈd̪u ǀ] [s̪i.ˈnæ̞n hæ̞ɾ.ˈbæ̞ mej.ˈd̪ɑ̝n o̞ɫ.ˈd̪u ‖] [hy.gu.gun.ˈd̪ɑ̝n ce.ˈt͡ʃæ̞n æ̞s̪.ˈcæ̞ɾ ǀ] [hæ̞.ˈɾæ̞ biɾ gæ̞h.ɾæ̞.ˈmɑ̝n o̞ɫ.ˈd̪u ‖] [s̪æ̞n o̞.ɫɑ̝.ˈs̪ɑ̝n ɟy.lys̪.ˈt̪ɑ̝n ǀ] [s̪æ̞.ˈnæ̞ hæ̞.ˈɾɑ̝n d͡ʒɑ̝n guɾ.ˈbɑ̝n ‖] [s̪æ̞.ˈnæ̞ mim‿biɾ mæ̞.hæ̞b.ˈbæ̞t̪] [s̪i.næ̞m.ˈd̪æ̞ t̪ut̪.ˈmuʃ mæ̞.ˈcɑ̝n ‖] [nɑ̝.mu.s̪u.ˈnu hifz̪ et̪.mæ̞.ˈjæ̞ ǀ] [bɑ̝j.ɾɑ̝.ɣɯ̞.ˈnɯ̞ jyç.s̪æ̞lt̪.mæ̞.ˈjæ̞] [nɑ̝.mu.s̪u.ˈnu hifz̪ et̪.mæ̞.ˈjæ̞ ǀ] [d͡ʒym.ˈlæ̞ ɟæ̞nd͡ʒ.ˈlæ̞ɾ myʃ.t̪ɑ̝g.ˈd̪ɯ̞ɾ ‖] [ʃɑ̝n.ˈɫɯ̞ væ̞.ˈt̪æ̞n ǀ ʃɑ̝n.ˈɫɯ̞ væ̞.ˈt̪æ̞n ‖] [ɑ̝.z̪æ̞ɾ.bɑ̝j.ˈd͡ʒɑ̝n ǀ ɑ̝.z̪æ̞ɾ.bɑ̝j.ˈd͡ʒɑ̝n ‖] | |
| Latin (officiel en Azerbaïdjan) | Cyrillique (utilisé au Daghestan) | Perso-arabe (utilisé en Iran) |
| Azərbaycan! Azərbaycan! Ey qəhrəman övladın şanlı Vətəni! Səndən ötrü can verməyə cümlə hazırız! Səndən ötrü qan tökməyə cümlə qadiriz! 𝄆 Üçrəngli bayrağınla məsud yaşa! 𝄇 Minlərlə can qurban oldu, Sinən hərbə meydan oldu! Hüququndan keçən əsgər, Hərə bir qəhrəman oldu! Sən olasan gülüstan, Sənə hər an can qurban! Sənə min bir məhəbbət Sinəmdə tutmuş məkan! Namusunu hifz etməyə, Bayrağını yüksəltməyə Namusunu hifz etməyə, Cümlə gənclər müştaqdır! Şanlı Vətən! Şanlı Vətən! Azərbaycan! Azərbaycan! | Азәрбајҹан! Азәрбајҹан! Еј гәһрәман өвладын шанлы Вәтәни! Сәндән өтрү ҹан вермәјә ҹүмлә һазырыз! Сәндән өтрү ган төкмәјә ҹүмлә гадириз! Үчрәнҝли бајрағынла мәсʼуд јаша! Минләрлә ҹан гурбан олду, Синән һәрбә мејдан олду! Һүгугундан кечән әсҝәр, Һәрә бир гәһрәман олду! Сән оласан ҝүлүстан, Сәнә һәр ан ҹан гурбан! Сәнә мин бир мәһәббәт Синәмдә тутмуш мәкан! Намусуну һифз етмәјә, Бајрағыны јүксәлтмәјә Намусуну һифз етмәјә, Ҹүмлә ҝәнҹләр мүштагдыр! Шанлы Вәтән! Шанлы Вәтән! Азәрбајҹан! Азәрбајҹан! | آذربایجان! آذربایجان! ای قهرمان اولادین شانلی وطنی! سندن اوترو جان ورمه‌یه جومله حاضریز! سندن اوتروقان توکمه‌یه جومله قادیریز! 𝄇 اوچرنگلی بایراقین‌لا مسعود یاشا! 𝄆 مینلرله جان قوربان اولدو، سینن حربه میدان اولدو! حقوقوندان کچن عسکر، هره بیر قهرمان اولدو! سن اولاسان گولوستان، سنه هرآن جان قوربان! سنه مین بیر محبت سینه‌مده توتموش مکان! ناموسونو حیفظ اتمه‌یه، بایراقینی یوکسلتمه‌یه ناموسونو حیفظ اتمه‌یه، جومله گنجلر موشتاقدیر! شانلی وطن! شانلی وطن! آذربایجان! آذربایجان! |

### Traduction enfrançais
Azerbaïdjan ! Azerbaïdjan !
Ô glorieuse patrie des fils vaillants
Nous sommes prêts à donner notre cœur et notre vie pour toi.
Chacun de nous peut donner son sang pour toi
Vis Heureux avec ton drapeau tricolore
Vis Heureux avec ton drapeau tricolore.
Des milliers d'esprits ont été sacrifiés pour toi
Ta poitrine est devenue un champ de bataille.
Les soldats qui furent privés de leurs vies,
Chacun d'entre eux est devenu un héros.
Puisses tu devenir un jardin fleuri.
Nous sommes prêts à donner notre cœur
Et notre esprit pour toi.
Mille et une paroles tendres sont dans mon cœur.
Et soutenir ton honneur.
Pour lever notre drapeau,
Et soutenir ton honneur,
Tous les jeunes sont désireux.
Glorieuse Patrie, Glorieuse Patrie
Azerbaïdjan ! Azerbaïdjan !
Azerbaïdjan ! Azerbaïdjan !